# Sunyer
Sunyer là một đô thị trong tỉnh Lérida, cộng đồng tự trị Cataluña Tây Ban Nha. Đô thị Sunyer có diện tích là 12,5 ki-lô-mét vuông, dân số năm 2009 là 307 người với mật độ 24,56 người/km². Đô thị Sunyer có cự ly km so với tỉnh lỵ Lérida.